# Треугольник Брокара

треугольник Брокара (чёрный) для треугольника, и — две точки Брокара.

Треугольник Брокара — треугольник, образуемый точками пересечения линий, проведённых из двух различных вершин заданного треугольника через различные точки Брокара: для {\displaystyle \triangle ABC} и его точек Брокара {\displaystyle B_{1}} и {\displaystyle B_{2}} вершины одного из треугольников Брокара будут находиться на пересечениях {\displaystyle AB_{1}\cap BB_{2}}, {\displaystyle AB_{1}\cap CB_{2}} и {\displaystyle AB_{2}\cap BB_{1}}. Треугольник Брокара вписан в окружность Брокара.

## История
Назван в честь французского метеоролога и геометра Анри Брокара.

## Другой способ построения треугольника Брокара

Прямая, проходящая через A, параллельна B’C', прямая, проходящая через B, параллельна C’A', и прямая, проходящая через C, параллельна A’B' пересекаются в точке Штейнера.

Треугольник Брокара может быть построен следующим образом.
Пусть дан треугольник ABC. Пусть O его центр описанной окружности и K — точка пересечения симедиан треугольника ABC. Круг, построенный на OK, как на диаметре, представляет собой окружность Брокара треугольника ABC. прямая, проходящая через O перпендикулярно к прямой BC пересекает окружность Брокара в другой точке A' . Прямая, проходящая через O перпендикулярно к прямой CA пересекает окружность Брокара в другой точке B' . Прямая, проходящая через O перпендикулярно к прямо AB пересекает окружность Брокара в другой точке C' . Треугольник A’B’C'  и есть треугольник Брокара для треугольника ABC.